# Richard Glazebrook
Richard Tetley Glazebrook KCB KCVO FRS (18 de setembro de 1854 — 15 de dezembro de 1935) foi um físico britânico.

## Obras
- A dictionary of applied physics (5 vols.) edited by Richard Glazebrook I. Mechanics, engineering, heat; II. Electricity; III. Meteorology, metrology; IV. Light, sound, radiology, aeronautics, metallurgy. General Index (London : Macmillan, 1922-1923)
- Mechanics Dynamics (Cambridge University Press, 1911)
- Mechanics Hydrostatics (Cambridge University Press, 1916)
- Physical optics (London, New York: Longmans, Green, 1886)
- Laws and properties of matter (London, K. Paul, Trench, Trübner & co., ltd., 1893)
- Heat: an elementary text-book, theoretical and practical, for colleges and schools (Cambridge University Press, 1894)
- Light, an elementary text-book, theoretical and practical  (Cambridge University Press, 1912)
- Electricity and magnetism. An elementary text-book, theoretical and practical (Cambridge University Press, 1903)
- Practical physics (London, Longmans, 1889)
- James Clerk Maxwell and modern physics (New York: Macmillan, 1896)
- Science And Industry	The Rede Lecture 1917 (Cambridge University Press)